# Petr Cornelie
Petr Cornelie (nascido em 26 de junho de 1995) é um jogador francês de basquete profissional que atualmente joga pelo Le Mans Sarthe, disputando a Liga dos Campeões da FIBA. Foi selecionado pelo Denver Nuggets na segunda rodada do draft da NBA em 2016.